# ICM – Internationales Congress Center München
Das ICM – Internationales Congress Center Messe München ist ein Kongresszentrum in München. Es gehört zur Messe München und ist baulich in das Messegelände im Stadtteil Messestadt Riem im östlichen Münchner Stadtbezirk Trudering-Riem integriert. Die Veranstaltungsstätte wurde zusammen mit der Messe München 1998 in Betrieb genommen und firmiert seit 2011 gemeinsam mit der Messe und dem MOC Veranstaltungscenter München als Locations der Messe München. Im ICM finden internationale medizinische und wissenschaftliche Kongresse, Hauptversammlungen börsennotierter Unternehmen sowie Corporate Veranstaltungen und Events statt.

## Räumlichkeiten
Das Kongresszentrum verfügt über eine nutzbare Ausstellungsfläche von 7.000 Quadratmetern. In den 20 Sälen des ICM finden Veranstaltungen mit bis zu 6.000 Personen statt. In Kombination mit den Messehallen der Messe München bietet das ICM Raum für Veranstaltungen mit mehreren Zehntausend Teilnehmern.

## Technik und Service
Zur Infrastruktur im ICM gehören eine Highspeed-Kommunikationstechnik, moderne Licht- und Tontechnik, audiovisuelle Medien, Übertragungs- und Bühnentechnik mit verfahrbaren Bühnenbereichen und Beleuchterbrücken sowie fest installierte Dolmetscherkabinen. Das Kongresszentrum verfügt über drei Gastronomiebereiche.

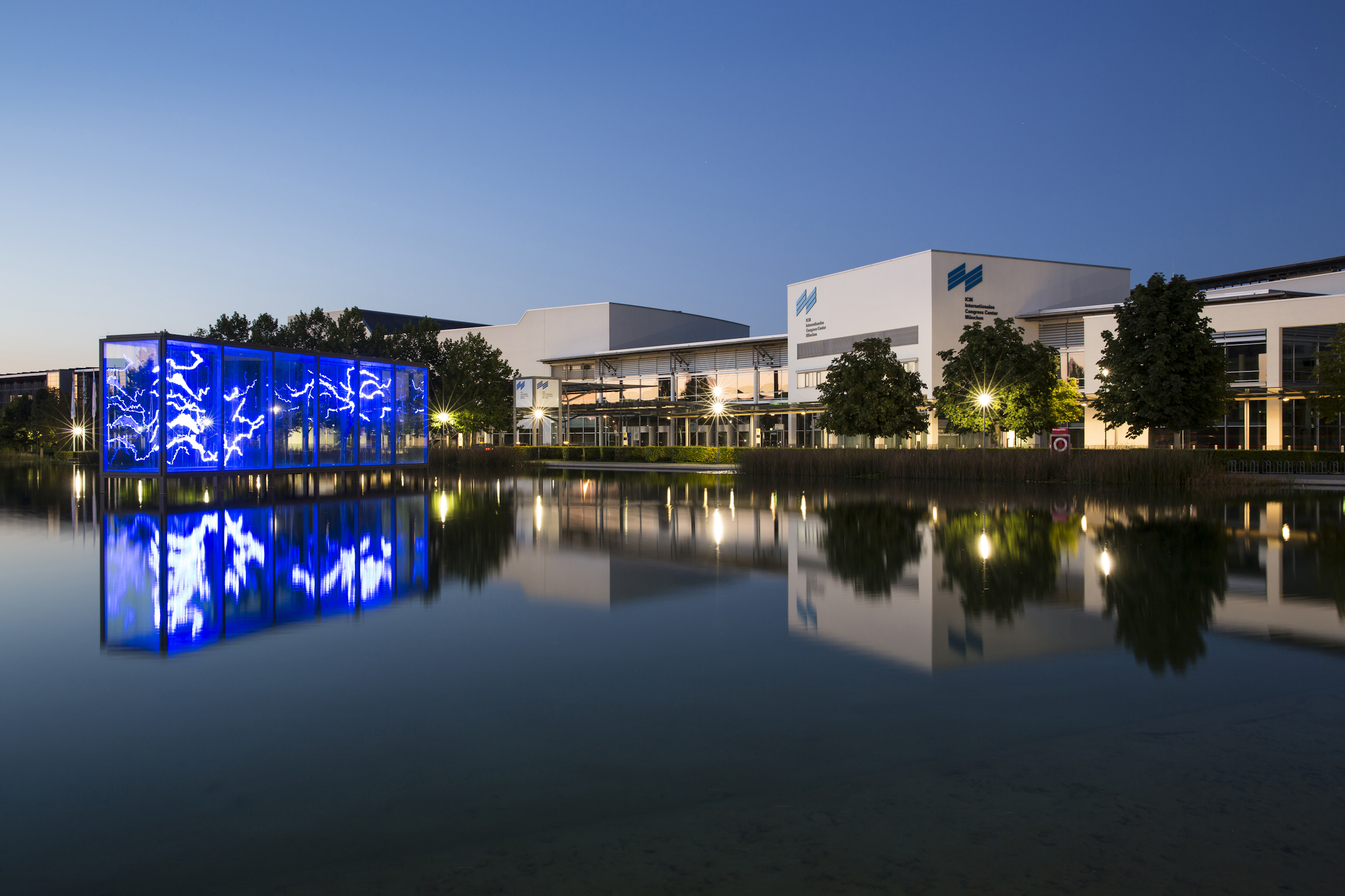
Außenansicht des Internationalen Congress Center München

## Veranstaltungen
Zu den Kunden des ICM gehören internationale Verbände und große Wirtschaftsunternehmen so wie Agenturen. Der besucherstärkste medizinische Kongress im ICM und auf dem Messegelände ist mit über 30.000 Teilnehmern der Kongress der European Society of Cardiology (ESC), der seit 2004 alle vier Jahre im ICM stattgefunden hat. DAX-Konzerne wie MAN SE oder Münchener Rück organisieren seit vielen Jahren ihre Hauptversammlungen im ICM. 

## Mitgliedschaften
Das ICM ist Mitglied in diversen Branchenverbänden, darunter dem Europäischen Verband der Veranstaltungs-Centren (EVVC), dem German Convention Bureau (GCB) und der Association Internationale des Palais de Congrès (AIPC).